# Lijst van voetbalinterlands Luxemburg - Schotland
Deze lijst van voetbalinterlands is een overzicht van alle officiële voetbalwedstrijden tussen de nationale teams van Luxemburg en Schotland. De landen speelden tot op heden vijf keer tegen elkaar. De eerste ontmoeting, een vriendschappelijke wedstrijd, werd gespeeld in Luxemburg op 24 mei 1947. Het laatste duel, eveneens een vriendschappelijke wedstrijd, vond plaats op 6 juni 2021 in de Luxemburgse hoofdstad.

## Wedstrijden
| № | Plaats           | Datum            | Competitie           | Wedstrijd             | Uitslag |
| - | ---------------- | ---------------- | -------------------- | --------------------- | ------- |
| 1 | Luxemburg        | 24 mei 1947      | Vriendschappelijk    | Luxemburg – Schotland | 0 – 6   |
| 2 | Glasgow          | 12 november 1986 | EK 1988 kwalificatie | Schotland – Luxemburg | 3 – 0   |
| 3 | Esch-sur-Alzette | 2 december 1987  | EK 1988 kwalificatie | Luxemburg – Schotland | 0 – 0   |
| 4 | Luxemburg        | 14 november 2012 | Vriendschappelijk    | Luxemburg − Schotland | 1 − 2   |
| 5 | Luxemburg        | 6 juni 2021      | Vriendschappelijk    | Luxemburg − Schotland | 0 − 1   |

## Samenvatting
| Competitie        | Totaal gespeeld | Winst Luxemburg | Gelijk | Winst Schotland | Doelsaldo Luxemburg – Schotland |
| ----------------- | --------------- | --------------- | ------ | --------------- | ------------------------------- |
| EK-kwalificatie   | 2               | 0               | 1      | 1               | 0 − 3                           |
| Vriendschappelijk | 3               | 0               | 0      | 3               | 1 − 9                           |
| Totaal            | 5               | 0               | 1      | 4               | 1 − 12                          |

## Details

### Eerste ontmoeting
| Vriendschappelijk (Luxemburg, Luxemburg, 24 mei 1947): |       | |
| Luxemburg                                              | 0 – 6 | Schotland |
|                                                        | goals | 6' Robert Flavell 13' William Steel 48' William Steel 60' Andrew McLaren 69' Robert Flavell 86' Andrew McLaren |

### Tweede ontmoeting
| EK 1988 kwalificatie (Glasgow, Schotland, 12 november 1986):                                                                                            |              | |
| Schotland | 3 – 0        | Luxemburg |
| Davie Cooper 24' (pen.) Davie Cooper 38' Maurice Johnston 70'                                                                                           | goals        | |
| Andy Roxburgh | bondscoach   | Paul Philipp |
| Jim Leighton Ray Stewart Murdo McLeod 64' Roy Aitken Charles Gough Alan Hansen 73' Pat Nevin Brian McClair Maurice Johnston Kenny Dalglish Davie Cooper | opstellingen | John van Rijswijck Marcel Bossi Gianni Di Pentima Hubert Meunier Laurent Schonckert Guy Hellers Carlo Weis Jean-Pierre Barboni 89' Théo Scholten 79' Théo Malget Robert Langers |
| Ally McCoist 64' Paul McStay 73' | wissels      | 79' Gérard Jeitz 89' Jeff Saibene |
| - Debuut van Brian McClair (Celtic) voor Schotland. |              | |

### Derde ontmoeting
| EK 1988 kwalificatie (Esch-sur-Alzette, Luxemburg, 2 december 1987): |              | |
| Luxemburg | 0 – 0        | Schotland |
| | goals        | |
| Paul Philipp | bondscoach   | Andy Roxburgh |
| John van Rijswijck Hubert Meunier Marcel Bossi Carlo Weis Pierre Petry Jean-Pierre Barboni Jean-Paul Girres 87' Gérard Jeitz Théo Scholten Robert Langers Jeannot Reiter 54' | opstellingen | Jim Leighton Maurice Malpas 62' Derek Whyte Roy Aitken Alex McLeish Willie Miller 62' Pat Nevin Paul McStay Maurice Johnston Graeme Sharp Ian Wilson |
| Armin Krings 54' Jeff Saibene 87' | wissels      | 60' Gary Mackay 60' Eric Black |
| | gele kaarten | ??' Roy Aitken |

### Vierde ontmoeting
| Vriendschappelijk (Luxemburg, Luxemburg, 14 november 2012): |              | |
| Luxemburg | 1 – 2        | Schotland |
| Lars Gerson 47' | goals        | 11' Jordan Rhodes 23' Jordan Rhodes |
| Luc Holtz | bondscoach   | Billy Stark |
| Jonathan Joubert Tom Schnell Ante Bukvić Guy Blaise Mario Mutsch Lars Gerson Charles Leweck 76' Ben Payal 46' Mathias Jänisch 53' Gilles Bettmer 71' Maurice Deville 64' | opstellingen | Matt Gilks Christophe Berra Steven Whittaker 46' Charlie Mulgrew Paul Dixon Grant Hanley Darren Fletcher 70' Andrew Shinnie Kenny Miller Steven Naismith 90+1' Jordan Rhodes |
| René Peters 46' Daniel da Mota 53' Stefano Bensi 64' David Turpel 71' Tom Laterza 76'                                                                                    | wissels      | 46' Liam Kelly 70' Leigh Griffiths 90+1' Murray Davidson |
| - Debuut van David Turpel (Etzella Ettelbrück) voor Luxemburg. - Debuut van Liam Kelly, Andrew Shinnie, Leigh Griffiths en Murray Davidson voor Schotland.               |              | |

FLF · A-internationals · Bondscoaches · Statistieken · Luxemburgs vrouwenelftal · Luxemburg U21 · Luxemburg U19 · Luxemburg U18 · Luxemburg U17 · Luxemburg U16
1911 – 1919 ·
1920 – 1929 ·
1930 – 1939 ·
1940 – 1949 ·
1950 – 1959 ·
1960 – 1969 ·
1970 – 1979 ·
1980 – 1989 ·
1990 – 1999 ·
2000 – 2009 ·
2010 – 2019 ·
2020 − 2029
OS 1920 · 
OS 1924 · 
OS 1928 · 
OS 1936 · 
OS 1948 · 
OS 1952
1911 · 
1912 · 
1913 · 
1914 · 
1915 · 1916 · 1917 · 1918 · 1919 · 
1920 · 
1921 · 1922 · 1923 · 
1924 · 
1925 · 1926 · 
1927 · 
1928 · 
1929 · 1930 · 1931 · 1932 · 1933 · 
1934 · 
1935 · 
1936 · 
1937 · 
1938 · 
1939 · 
1940 · 
1941 · 1942 · 1943 · 1944 · 
1945 · 
1946 · 
1947 · 
1948 · 
1949 · 
1950 · 
1952 · 
1952 · 
1953 · 
1954 · 
1955 · 
1956 · 
1957 · 
1958 · 
1959 · 
1960 · 
1961 · 
1962 · 
1963 · 
1964 · 
1965 · 
1966 · 
1967 · 
1968 · 
1969 · 
1970 · 
1971 · 
1972 · 
1973 · 
1974 · 
1975 · 
1976 · 
1977 · 
1978 · 
1979 · 
1980 · 
1981 · 
1982 · 
1983 · 
1984 · 
1985 · 
1986 · 
1987 · 
1988 · 
1989 · 
1990 · 
1991 · 
1992 · 
1993 · 
1994 · 
1995 · 
1996 · 
1997 · 
1998 · 
1999 · 
2000 · 
2001 · 
2002 · 
2003 · 
2004 · 
2005 · 
2006 · 
2007 · 
2008 · 
2009 · 
2010 · 
2011 · 
2012 · 
2013 · 
2014 · 
2015 ·
2016 ·
2017 ·
2018 ·
2019 ·
2020 ·
2021
Afghanistan ·
Albanië ·
Algerije ·
Armenië ·
Azerbeidzjan ·
België ·
Bosnië en Herzegovina ·
Brazilië ·
Bulgarije ·
Canada ·
Cyprus ·
DDR ·
Denemarken ·
(West-)Duitsland ·
Egypte ·
Engeland ·
Estland ·
Faeröer ·
Finland ·
Frankrijk ·
Gambia ·
Georgië ·
Griekenland ·
Hongarije ·
Ierland ·
IJsland ·
Israël ·
Italië ·
Japan ·
Joegoslavië ·
Kaapverdië ·
Kameroen ·
Kazachstan ·
Letland ·
Liechtenstein ·
Litouwen ·
Madagaskar ·
Malta ·
Marokko ·
Mexico ·
Moldavië ·
Montenegro ·
Myanmar ·
Nederland ·
Nigeria ·
Noord-Ierland ·
Noord-Macedonië ·
Noorwegen ·
Oekraïne ·
Oostenrijk ·
Polen ·
Portugal ·
Qatar ·
Roemenië ·
Rusland ·
San Marino ·
Saoedi-Arabië ·
Schotland ·
Senegal ·
Servië ·
Servië en Montenegro ·
Slovenië ·
Slowakije ·
Sovjet-Unie ·
Spanje ·
Thailand ·
Togo ·
Tsjechië ·
Tsjecho-Slowakije ·
Turkije ·
Uruguay ·
Verenigde Staten ·
Wales ·
Wit-Rusland ·
Zuid-Korea ·
Zweden ·
Zwitserland
SFA · A-internationals · Selecties · Bondscoaches · Statistieken · Schots vrouwenelftal · Brits olympisch elftal · Schotland U21 · Schotland U20 · Schotland U19 · Schotland U18 · Schotland U17 · Schotland U16 · Vrouwen U17
1872 – 1899 ·
1900 – 1919 ·
1920 – 1929 ·
1930 – 1939 ·
1940 – 1949 ·
1950 – 1959 ·
1960 – 1969 ·
1970 – 1979 ·
1980 – 1989 ·
1990 – 1999 ·
2000 – 2009 ·
2010 – 2019 ·
2020 − 2029
EK's: 1992 ·
1996 ·
2020 ·
2024
WK's: 1954 ·
1958 ·
1974 ·
1978 ·
1982 ·
1986 ·
1990 ·
1998
1872 ·
1873 ·
1874 ·
1875 ·
1876 ·
1877 ·
1878 ·
1878 ·
1879 ·
1880 ·
1881 ·
1882 ·
1883 ·
1884 ·
1885 ·
1886 ·
1887 ·
1888 ·
1889 ·
1890 ·
1891 ·
1892 ·
1893 ·
1894 ·
1895 ·
1896 ·
1897 ·
1898 ·
1899 ·
1900 ·
1901 ·
1902 ·
1903 ·
1904 ·
1905 ·
1906 ·
1907 ·
1908 ·
1909 ·
1910 ·
1911 ·
1912 ·
1913 ·
1914 ·
1915–1919 ·
1920 ·
1921 ·
1922 ·
1923 ·
1924 ·
1925 ·
1926 ·
1927 ·
1928 ·
1929 ·
1930 ·
1931 ·
1932 ·
1933 ·
1934 ·
1935 ·
1936 ·
1937 ·
1938 ·
1939 ·
1940–1945 ·
1946 ·
1947 ·
1948 ·
1949 ·
1950 ·
1951 ·
1952 ·
1953 ·
1954 ·
1955 ·
1956 ·
1957 ·
1958 ·
1959 ·
1960 ·
1960 ·
1961 ·
1962 ·
1963 ·
1964 ·
1965 ·
1966 ·
1967 ·
1968 ·
1969 ·
1970 ·
1971 ·
1972 ·
1973 ·
1974 ·
1975 ·
1976 ·
1977 ·
1978 ·
1979 ·
1980 ·
1981 ·
1982 ·
1983 ·
1984 ·
1985 ·
1986 ·
1987 ·
1988 ·
1989 ·
1990 ·
1991 ·
1992 ·
1993 ·
1994 ·
1995 ·
1996 ·
1997 ·
1998 ·
1999 ·
2000 ·
2001 ·
2002 ·
2003 ·
2004 ·
2005 ·
2006 ·
2007 ·
2008 ·
2009 ·
2010 ·
2011 ·
2012 ·
2013 ·
2014 · 
2015 · 
2016 · 
2017 ·
2018 ·
2019 ·
2020 ·
2021 ·
2022
Albanië ·
Argentinië · 
Armenië ·
Australië ·
België ·
Bosnië en Herzegovina ·
Brazilië ·
Bulgarije ·
Canada ·
Chili ·
Colombia ·
Congo-Kinshasa ·
Costa Rica ·
Cyprus ·
DDR ·
Denemarken ·
Duitsland ·
Ecuador ·
Egypte ·
Engeland ·
Estland ·
Faeröer ·
Finland ·
Frankrijk ·
Georgië ·
Gibraltar · 
GOS ·
Griekenland ·
Hongarije ·
Ierland ·
IJsland ·
Iran ·
Israël ·
Italië ·
Japan ·
Joegoslavië ·
Kazachstan ·
Kroatië ·
Letland ·
Liechtenstein ·
Litouwen ·
Luxemburg ·
Malta ·
Marokko ·
Mexico ·
Moldavië ·
Nederland ·
Nieuw-Zeeland ·
Nigeria · 
Noord-Ierland ·
Noord-Macedonië ·
Noorwegen ·
Oekraïne ·
Oostenrijk ·
Paraguay ·
Peru ·
Polen ·
Portugal ·
Qatar ·
Roemenië ·
Rusland ·
San Marino ·
Saoedi-Arabië ·
Servië ·
Slovenië ·
Slowakije · 
Sovjet-Unie ·
Spanje ·
Trinidad en Tobago · 
Tsjechië ·
Tsjecho-Slowakije ·
Turkije · 
Uruguay ·
Verenigde Staten ·
Wales ·
Wit-Rusland ·
Zuid-Afrika ·
Zuid-Korea ·
Zweden ·
Zwitserland
Engeland (2021) · 
Kroatië (2021) · 
Nieuw-Zeeland (1982) · 
Tsjechië (2021)